# Beat Zehnder
Beat Zehnder (* 9. Januar 1966 in Zürich) ist ein Schweizer Formel-1-Ingenieur. Er war von 1993 bis 2024 Teammanager vom Sauber F1 Team.

## Leben und Karriere
Beat Zehnder wurde am 9. Januar 1966 in Zürich geboren.
Bevor er bei Sauber angestellt war, arbeitete er als Mechaniker für Schiffsmotoren bei der Sulzer AG in Winterthur. Als Sulzer die Produktion von Schiffsmotoren stoppte, verlor Zehnder seinen Job dort. Durch Zufall las er im Jahr 1987 beim Bahnfahren in einer Zeitung eine Stellenanzeige, dass das Sauber-Team (damals noch in der Gruppe C) nach Mechaniker suchte. Obwohl Zehnder laut eigener Aussage zu dem Zeitpunkt kaum in Motorsport interessiert war, bewarb er sich dort. Da Sauber zu dem Zeitpunkt dringend nach Mechanikern suchte, bekam er den Job.
Er begann bei der Schweizer Mannschaft als Mechaniker in den frühen Tagen der Partnerschaft mit Mercedes-Benz und stieg innerhalb eines Jahres von der Nummer 2 zur Nummer 1 auf. Als das Team begann, sich auf den Aufbau eines eigenen Formel-1-Teams zu konzentrieren, wechselte er von der Mechanikerseite in die Logistik. 1994 wurde Zehnder jedoch schnell wieder zum Mechaniker und damit zum Teammanager und Chefmechaniker. 1995 bat Gründer und Teamchef, Peter Sauber ihn, sich ausschliesslich auf die Logistik und das Teammanagement zu konzentrieren, und so wurde er Teammanager. Er seit der Gründung des Schweizer Teams im Jahr 1993 dabei und hat an jedem einzelnen Rennen seitdem teilgenommen.
Diese Rolle hielt er bis Ende 2024 ein. Nach dem Großen Preis von Mexiko 2024 wurde bekannt, dass Zehnder, der seit dem ersten Grand Prix bei Sauber tätig war, nicht mehr Teammanager sein wird und eine neue Rolle in Hinwil erhalten wird. Zehnder erhielt dabei die neuen Rolle als „Director of Signature Programs and Operations“. Dies bedeutete, dass Zehnder beim Abu-Dhabi-Grand-Prix 2024 sein letztes Rennen als Teammanager hatte und fort an nicht mehr zu den Rennen reisen wird.